# John Alexander Morrison
John Alexander Morrison (* 31. Januar 1814 in Colerain, Lancaster County, Pennsylvania; † 25. Juli 1904 in Cochranville, Pennsylvania) war ein US-amerikanischer Politiker. Zwischen 1851 und 1853 vertrat er den Bundesstaat Pennsylvania im US-Repräsentantenhaus.

## Werdegang
John Morrison besuchte die öffentlichen Schulen seiner Heimat und studierte danach am Jefferson Medical College in Philadelphia Medizin. Nach seiner 1837 erfolgten Zulassung als Arzt begann er in Cochranville in diesem Beruf zum praktizieren. Gleichzeitig schlug er als Mitglied der Demokratischen Partei eine politische Laufbahn ein. Bei den Kongresswahlen des Jahres 1850 wurde er im siebten Wahlbezirk von Pennsylvania in das US-Repräsentantenhaus in Washington, D.C. gewählt, wo er am 4. März 1851 die Nachfolge von Jesse Column Dickey antrat. Bis zum 3. März 1853 konnte er eine Legislaturperiode im Kongress absolvieren. Diese war von den Ereignissen im Vorfeld des Bürgerkrieges geprägt.
Zwischen 1853 und 1861 war Morrison Inspektor und Warenschätzer für Arzneimittelimporte im Hafen von Philadelphia. Danach arbeitete er wieder als Arzt. Außerdem war er in der Landwirtschaft und im Handel tätig. John Morrison starb am 25. Juli 1904 in Cochranville im Alter von 90 Jahren.